# Viktor Schütze
Viktor Schütze (ur. 16 lutego 1906 w Kilonii, zm. 23 września 1950 we Frankfurcie) – oficer Kriegsmarine, dowódca okrętów podwodnych w II wojnie światowej. Piąty na liście najskuteczniejszych dowódców U-Bootów. Zatopił 35 jednostek o łącznym tonażu 180.073 BRT i uszkodził 2 (14.213 BRT). 

## Życiorys
Wstąpił do Reichsmarine w kwietniu 1925 roku. Karierę rozpoczął od służby na torpedowcach. W październiku 1935 roku przeszedł na okręty podwodne. Od stycznia 1936 do października 1937 roku dowódca U-19. Następnie na okres 10 miesięcy przeniesiony został w ramach  szkolenia na niszczyciele. W sierpniu 1938 roku powrócił do służby na okrętach podwodnych obejmując dowództwo U-11. Od września 1939 roku dowódca U-25, na którym odbył 3 patrole bojowe w rejonie Zatoki Biskajskiej i wybrzeży portugalskich. W lipcu 1940 objął dowodzenie na nowym U-103, na pokładzie którego odbył 4 patrole bojowe. W sierpniu 1941 przeszedł do służby na lądzie i objął dowództwo 2 Flotylli U-Bootów Saltzwedel w Lorient. W marcu 1943 roku przeniesiony do Gdyni na stanowisko FdU Ausblidungsflottillen (dowódca flotylli szkolnych). Podlegały mu wszystkie flotylle szkolne U-Bootów operujące na Morzu Bałtyckim. Funkcje te pełnił do końca wojny. Zwolniony z niewoli w marcu 1946 roku, zmarł 23 września 1950.

## Kariera
- 16 listopada 1925 – Seekadett (kadet)
- 1 kwietnia 1927 – Fähnrich zur See (chorąży marynarki)
- 1 czerwca 1928 – Oberfähnrich zur See (starszy chorąży marynarki)
- 1 października 1929 – Leutnant zur See (podporucznik marynarki)
- 1 lipca 1931 – Oberleutnant zur See (porucznik marynarki)
- 1 października 1935 – Kapitänleutnant (kapitan marynarki)
- 1 lutego 1940 – Korvettenkapitän (komandor podporucznik)
- 1 marca 1943 – Fregattenkapitän (komandor porucznik)
- 1 marca 1944 – Kapitän zur See (komandor)

## Odznaczenia
- 13 listopada 1939 – Krzyż Żelazny II klasy (Eisernes Kreuz II klasse)
- 21 lutego 1940 – Krzyż Żelazny I klasy (Eisernes Kreuz I klasse)
- Krzyż Rycerski Krzyża Żelaznego z Liśćmi Dębu (Ritterkreuz des Eisernen Kreuzes mit Eichenlaub)
  - 11 grudnia 1940 – Krzyż Rycerski
  - 14 lipca 1941 – Liście Dębu do Krzyża Rycerskiego